# 馬洛蒂山

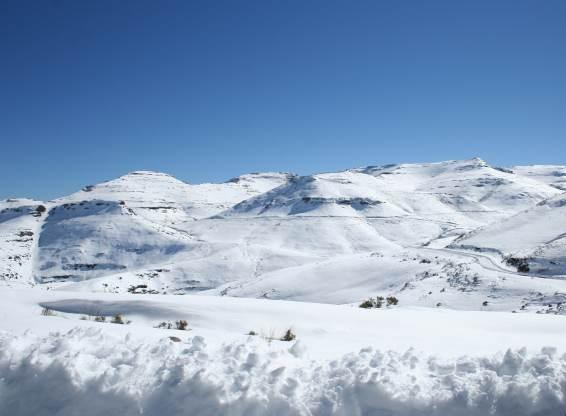

29°0′0″S 28°25′0″E / 29.00000°S 28.41667°E
馬洛蒂山（英語：Maloti Mountains）是萊索托的山脈，處於首都馬塞盧以東90公里，屬於德拉肯斯山脈的一部分，長150公里、寬90公里，最高點塔巴納恩特萊尼亞納山海拔高度3,482米。